# Ignazio Alessandro Cozio de Salabue

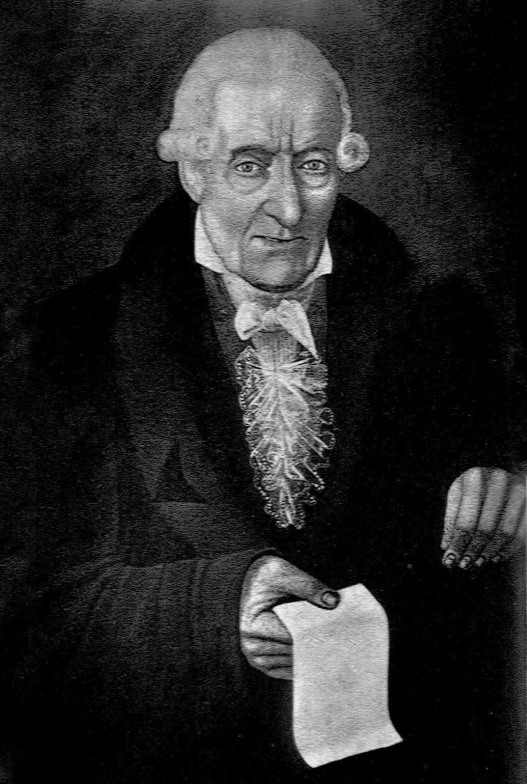
Ignazio Alessandro Cozio de Salabue

Ignazio Alessandro Cozio de Salabue (Casale Monferrato, 14 maart 1755 - 1840) was een Italiaanse graaf.
Cozio di Salabue stamde af van een oude familie met leden die zich in de theologie, rechten en in de medicijnen hadden onderscheiden en die in 1665 de titel van graaf hadden verkregen van hertog van Mantua, Carlo II Gonzaga. Ignazio Cozio de Salabue had een vader met een aantal illustere voornamen en titels: Carlo Francesco Cozio, Conte di Montiglio e Salabue, Signore di Terruggia. Zijn moeder was markiezin Taddea di Balbiano di Chieri.
Van zijn vader erfde hij de liefde voor de muziek en een Nicoló Amati viool uit 1668 en hij werd wellicht daardoor een van de belangrijkste verzamelaars van kostbare strijkinstrumenten van zijn tijd (Guadagnini, Amati, Guarnieri, Stradivari etc.). Daarnaast steunde hij de vioolbouw: de vioolbouwer Giovanni Battista Guadagnini (c. 1711 – 1786) bijvoorbeeld woonde de laatste jaren van zijn leven in Turijn onder het mecenaat van Cozio de Salabue. Na drie jaar werd echter de verbintenis verbroken, omdat Guadagnini zich niet aan de afspraak hield om uitsluitend voor Cozio te werken. Hij was een belangrijke vioolbouwer uit Piacenza, niet ver van Cremona, die later in Milaan en Parma werkte. De kwaliteit en de klank van zijn instrumenten zijn beroemd.

## De collectioneur
Het is voor een aanzienlijk deel aan de inspanningen en de passie van Cozio di Salabue te danken dat een groot aantal Italiaanse meesterwerken uit de 17e en 18e eeuw behouden is gebleven. Omdat hij rijk was kon hij naast zijn collectie door zorgvuldig onderzoek ook een enorme hoeveelheid informatie bijeenbrengen die anders wellicht verloren zou zijn gegaan. Cozio de Salabue deed veel moeite om zijn zorgvuldig verzamelde kennis door zijn collectie muziekinstrumenten en zijn contacten met vele vioolbouwers in de vorm van dagboeken vast te leggen en door te geven. Op basis van zijn verworven kennis schreef hij een kritisch essay over de Cremonese vioolbouw: Saggio critico sulla liuteria Cremonese.
De graaf was vooral geïnteresseerd in de families van vioolbouwers Amati en Stradivari, hoewel ook veel andere vioolbouwers in zijn aantekeningen, die bekendstaan onder de naam "Carteggio", worden genoemd. Hoewel erg belangrijk, baseerde Cozio zich bij de samenstelling van de carteggio vooral op mondelinge mededelingen, die nogal eens verkeerd of onvolledig zijn. De informatie was vooral afkomstig van Alessandro Maggi en Vincenzo Lancetti, maar daarnaast ook van de vioolbouwers Pietro Mantagazza en Giovanni Guadagnini en anderen die hij kende. 
Veel van de in de carteggio bijeen gebrachte kennis is momenteel nog steeds niet ontsloten, hoewel het belang van het werk wordt erkend. De aantekeningen voor zijn memoires bieden informatie over de 91 instrumenten die in het bezit van Stradivari waren op het moment van zijn overlijden. In 1775 waren tien van deze instrumenten nog in de handen van Paolo Stradivari, het jongste kind uit het tweede huwelijk van Stradivari, die ze dat jaar, samen met twee instrumenten naar keuze door Francesco Stradivari en alle mallen, modellen en gereedschap van Antonio Stradivari aan Cozio de Salabue verkocht.

## Paolo Stradivari
Uit de correspondentie uit 1775 tussen graaf Cozio en Paolo Stradivari, textielkoopman en de zoon van Antonio Stradivari, blijkt dat de graaf toen alle resterende violen, mallen, patronen en tekeningen van Antonio Stradivari en Amati van hem kocht om zijn collectie te verfraaien. In een artikel uit de Gazzetta Piedmontese van oktober 1881 over de tentoonstelling in Milaan van de relieken uit de werkplaats van Stradivari, geeft de schrijver het volgende verslag van de onderhandelingen:

Graaf Cozio de Salabue, een groot beschermheer van de kunsten en op goede voet met de artiesten uit die periode, speciaal met Rolla, kocht in 1776, met de medewerking van de koopmansfirma Anselmi di Briata, van Paolo en Antonio Stradivari junior, respectievelijk de zoon en de neef van Antonio Stradivari alle instrumenten, tekeningen, labels, etc. die gebruikt waren door de beroemde vioolbouwer, en zijn erfgenamen, die allemaal wensten dat niets dat hem toebehoorde in zijn geboortestad zou blijven, zoals af te leiden is uit een merkwaardig en haastig opgesteld document om de koop af te ronden.

Refererend aan een kopie van dit document, gebruikte Paolo tegenover Anselmi di Briata, nadat hij commentaar geleverd had op de geboden prijs, de volgende woorden:

Echter, om mijn wens u ter wille te zijn te tonen en opdat geen enkel voorwerp dat mijn vader toebehoorde in Cremona blijft.

en vervolgt dan door te refereren aan de veronderstelde onverschilligheid van de gemeentelijke autoriteiten over de nagedachtenis van Antonio Stradivari, omdat ze de mallen, patronen, etc. niet zeker hadden gesteld. Het staat echter vast dat Lancetti deze informatie van de graaf zelf verkreeg en de onderhandelingen tussen hem en Paolo gingen door, direct of indirect via tussenpersoon Anselmi di Briata. Voor de Salabue moet de aanschaf van deze tien Stradivari instrumenten een van de grootste gebeurtenissen van zijn leven zijn geweest. Daarnaast kocht hij van neef Antonio Stradivari verschillende spullen. Al deze voorwerpen vormden de basis van het huidige Museo Stradivariano in Cremona.

## De Franse bezetting
De moeilijke tijden in Italië die door de Franse invasie waren veroorzaakt, hadden in 1800 graaf Cozio de Salabue in geldnood gebracht. Helaas was Cozio de Salabue door de politieke en militaire woelingen in Italië aan het begin van de 19e eeuw gedwongen een groot deel van zijn verzameling, inclusief zijn collectie instrumenten, te verkopen. De aankondiging ervan liet de graaf in het Engels en Frans drukken. Uit een inventaris van de instrumenten die in Milaan in 1808 werd opgesteld, blijkt dat hij, naast violen van andere bouwers, er vijf van Stradivari bezat, waaronder de zogenaamde "Messiah". Toen de graaf in 1840 op zijn vijfentachtigste in Casale Monferrato stierf, liet hij nog maar een paar instrumenten na, waaronder een Nicoló Amati. Een van de handelaren waarmee hij tijdens zijn leven veel zaken deed, Luigi Tarisio, kocht na zijn dood de restanten van zijn verzameling.